# Hylaeus alocaspidus
Hylaeus alocaspidus là một loài Hymenoptera trong họ Colletidae. Loài này được Snelling mô tả khoa học năm 1975.